# Wanessa Kaladsinskaja
Wanessa Walerjeuna Kaladsinskaja (belarussisch Ванэса Валер'еўна Каладзінская, russisch Ванесса Валерьевна Колодинская/Wanessa Walerjewna Kolodinskaja; * 27. Dezember 1992 in Babrujsk, Woblasz Mahiljou) ist eine belarussische Ringerin. Sie wurde 2012 Weltmeisterin in der Gewichtsklasse bis 48 kg und 2017 Weltmeisterin in der Gewichtsklasse bis 53 kg Körpergewicht.

## Werdegang
Wanessa Kaladsinskaja begann als Jugendliche im Jahre 2004 mit dem Ringen. Sie trainiert in einer Sportschule in Mogilew und ihr Trainer ist Artur Saizew. Sie ist Studentin und startete bei einer Größe von 1,63 Metern bis 2016 in der leichtesten Gewichtsklasse im Frauenringen, der bis 48 kg Körpergewicht. Seit 2016 bestreitet sie ihre Kämpfe hauptsächlich in der Gewichtsklasse bis 53 kg Körpergewicht.
Seit 2007 startete sie im Junioren- und seit 2010 im Seniorenbereich bei vielen internationalen Meisterschaften. Ihr erster Start bei einer solchen Meisterschaft war im Jahre 2007 der bei der Junioren-Europameisterschaft (Cadets) in Warschau, wo sie in der Gewichtsklasse bis 38 kg auf den 7. Platz kam. 2008 gewann sie bei der Junioren-Europameisterschaft (Cadets) in Daugavpils in der Gewichtsklasse bis 43 kg hinter Marziget Bagomedowa aus Russland die Silbermedaille. Weitere Medaillen im Juniorenalter gewann sie noch bei der Junioren-Europameisterschaft 2010 in Samokow, hier wurde sie in der Gewichtsklasse bis 48 kg hinter Jaqueline Schellin aus Deutschland und Jessica Blaszka aus den Niederlanden Dritte und bei der Junioren-Europameisterschaft 2011 in Zrenjanin, wo sie in der gleichen Gewichtsklasse hinter Tatjana Samkowa aus Russland und Nina Hemmer aus Deutschland eine weitere Bronzemedaille errang.
Ihren ersten Start bei einer internationalen Meisterschaft bei den Damen absolvierte sie bei der Weltmeisterschaft 2010 in Moskau, wo sie den 13. Platz erreichte. Auch bei den folgenden Meisterschaften konnte sie sich nie im Vorderfeld platzieren. Ihr bestes Ergebnis in dieser Zeit erzielte sie bei der Europameisterschaft 2011 in Dortmund, wo sie nach einem Sieg und einer Niederlage den 9. Platz belegte.
Im Frühjahr 2012 schaffte sie es sich beim Turnier in Taiyuan mit einem 2. Platz hinter der Mongolin Dawaasüchiin Otgontsetseg für die Olympischen Spiele 2012 in London zu qualifizieren. In London kam sie nach einem Sieg über Jildiz Eschimowa aus Kasachstan und einer Niederlage gegen Carol Huynh aus Kanada auf den 8. Platz.
Umso überraschender kam dann ihr Sieg bei der Weltmeisterschaft der Frauen 2012 in Strathcona County/Kanada. Sie stellte sich dort aber in einer hervorragenden Form vor und besiegte Clarissa Chun aus den Vereinigten Staaten, Alexandra Kohut aus der Ukraine, Li Xiaomei aus China und Eri Tosaka aus Japan und wurde damit Weltmeisterin.
In den folgenden Jahren konnte sie zunächst keine solchen Erfolge erzielen. Sie kam erst wieder bei der Weltmeisterschaft 2014 in Taschkent zum Einsatz, verlor dort aber in der Gewichtsklasse bis 48 kg gleich ihren ersten Kampf und kam nur auf den 25. Platz. 2015 wurde sie bei der U23-Europameisterschaft in Wałbrzych eingesetzt, wo sie in der Gewichtsklasse bis 48 kg den 3. Platz belegte. Im Juni des gleichen Jahres war sie auch bei den 1. Europaspielen in Baku in der gleichen Gewichtsklasse am Start. Sie verlor dort aber in der 1. Runde gegen Julie Sabatie aus Frankreich, womit sie ausschied und nur den 17. Platz erreichte.
2016 wurde Wanessa Kaladsinskaja bei den Olympiaqualifikationsturnieren in Zrenjanin in der Gewichtsklasse bis 53 kg und in Istanbul in der Gewichtsklasse bis 48 kg eingesetzt. Beide Male belegte sie den 5. Platz und verfehlte damit die Qualifikation für die Olympischen Spiele in Rio de Janeiro.
Ab Dezember 2016 zeigte sie sich dann in verschiedenen internationalen Turnieren stark verbessert und erreichte sehr gute Ergebnisse. Dieser Trend setzte sich im Mai 2017 bei der Europameisterschaft in Novi Sad fort, denn Wanessa Kaladsinskaja gewann dort in der Gewichtsklasse bis 53 kg mit Siegen über Julia Leorda aus Moldawien, Angela Dorogan aus Aserbaidschan und Natalja Malyschewa aus Russland den Europameistertitel. Im August 2017 setzte sie dem bei der Weltmeisterschaft in Paris die Krone auf, denn sie gewann dort in der gleichen Gewichtsklasse mit Siegen über Julia Leorda, Maria Prevoloraki aus Griechenland, Estera Dobre aus Rumänien und die Titelverteidigerin Mayu Mukaida aus Japan, die sie knapp mit 8:6 Punkten bezwang, zum zweiten Mal nach 2012 den Weltmeistertitel.
Bei den Europameisterschaften 2018 Kaspijsk in verlor sie im Finale gegen die Russin Stalwira Sorschusch und wurde Vizemeisterin. Bei den Weltmeisterschaften in demselben Jahr wurde sie nur 14. Ein Jahr später reichte es bei den Europameisterschaften in Bukarest nur zu Platz 3, bei den Weltmeisterschaften in Astana zu Rang 10. 2019 nahm sie zudem zum zweiten Mal an den Europaspielen teil, konnte sich gegenüber der letzten Teilnahme verbessern und kam in Minsk auf den 8. Platz in ihrer Gewichtsklasse bis 53 kg.
2020 in Rom wurde Wanessa Kaladsinskaja dann nach Siegen über Stalwira Sorschusch, Iryna Hussjak, Katarzyna Krawczyk und Jessica Blaszka erneut Europameisterin in der Gewichtsklasse bis 53 kg. Im Folgejahr wurde sie Zweite im europäischen Qualifikationsturnier für die Olympischen Spiele und musste sich lediglich der Schwedin Sofia Mattsson geschlagen geben. Durch diese Platzierung erlangte sie einen Startplatz für Tokio.

## Internationale Erfolge
| Jahr | Platz | Wettbewerb                                      | Gewichtsklasse | Ereignisse |
| ---- | ----- | ----------------------------------------------- | -------------- | --- |
| 2007 | 7.    | Junioren-EM (Cadets) in Warschau                | bis 38 kg      | Siegerin: Katherina Baumgartner, Deutschland vor Anna Tischtschenko, Russland                                                                                           |
| 2008 | 2.    | Junioren-EM (Cadets) in Daugavpils              | bis 43 kg      | hinter Marziget Bagomedowa, Russland, vor Jenny Salmi, Finnland, und Agnieszka Rakoczy, Polen                                                                           |
| 2009 | 5.    | Junioren-EM in Tiflis                           | bis 44 kg      | Siegerin: Lenka Matejowa, Slowakei vor Anastasija Tabajewa, Russland |
| 2009 | 12.   | Junioren-EM (Cadets) in Zrenjanin               | bis 46 kg      | Siegerin: Jessica Blaszka, Niederlande vor Nina Hemmer, Deutschland |
| 2009 | 9.    | Junioren-WM in Ankara                           | bis 44 kg      | Siegerin: Victoria Anthony, USA vor Chiaki Fujikawa, Japan |
| 2010 | 3.    | Junioren-EM in Samokow                          | bis 48 kg      | hinter Jaqueline Schellin, Deutschland, und Jessica Blaszka |
| 2010 | 8.    | Junioren-WM in Budapest                         | bis 48 kg      | Siegerin: Victoria Anthony vor Bajarmagnaigiin Dawaasüren, Mongolei, und Jaqueline Schellin                                                                             |
| 2010 | 13.   | WM in Moskau                                    | bis 48 kg      | nach einem Sieg über Sumeyye Sezer, Türkei, und Niederlagen gegen Larissa Oorschak, Russland, und Zhao Shasha, China                                                    |
| 2011 | 1.    | Alexander-Medwed-Prize in Minsk                 | bis 48 kg      | vor Kristina Daranuza, Ukraine, Deimante Butaviciute, Litauen, und Aliba Marjewa, Russland                                                                              |
| 2011 | 9.    | EM in Dortmund                                  | bis 48 kg      | nach einem Sieg über Julia Laorda, Moldawien, und einer Niederlage gegen Cristina Croitaru, Rumänien                                                                    |
| 2011 | 3.    | Junioren-EM in Zrenjanin                        | bis 48 kg      | hinter Tatjana Samkowa, Russland, und Nina Hemmer |
| 2011 | 7.    | Poland-Open in Tarnowo Podgorne                 | bis 48 kg      | Siegerin: Clarissa Chun, USA vor Jaqueline Schellin |
| 2011 | 20.   | WM in Istanbul                                  | bis 48 kg      | nach einem Sieg über Michrniso Nurmatowa, Kirgisistan, und einer Niederlage gegen Mayelis Caripa Castillo, Venezuela                                                    |
| 2012 | 8.    | Dan Kolow & Nikola Petrow-Turnier in Sofia      | bis 48 kg      | Siegerin: Vanessa Boubryemm, Frankreich vor Sarianne Savola, Finnland                                                                                                   |
| 2012 | 13.   | EM in Belgrad                                   | bis 48 kg      | Siegerin: Ljudmila Baluschka, Ukraine vor Estera Dobre, Rumänien, Jaqueline Schellin und Marina Wilmowa, Russland                                                       |
| 2012 | 2.    | Olympiaqualifikationsturnier in Taiyuan (China) | bis 48 kg      | hinter Dawaasüchiin Otgontsetseg, Mongolei, vor Rebecca Ndolo Muambe, Kamerun, und Estera Dobre                                                                         |
| 2012 | 5.    | Großer Preis von Deutschland in Dormagen        | bis 48 kg      | hinter Mariya Stadnik, Aserbaidschan, Julita Omilusik, Polen, Alina Ryschowa, Belarus und Mercedes Denes, Ungarn                                                        |
| 2012 | 8.    | Poland-Open in Ratibor                          | bis 48 kg      | Siegerin: Iwona Matkowska, Polen vor Carolina Castillo Hidalgo, Kolumbien                                                                                               |
| 2012 | 8.    | OS in London                                    | bis 48 kg      | nach einem Sieg über Jildis Eschimowa, Kasachstan, und einer Niederlage gegen Carol Huynh, Kanada                                                                       |
| 2012 | 1.    | Alexander-Medwed-Prize in Minsk                 | bis 48 kg      | vor Alina Morejewa und Katarina Polischuk, Russland |
| 2012 | 1.    | WM in Strathcona County/Kanada                  | bis 48 kg      | nach Siegen über Clarissa Chun, Alexandra Kohut, Ukraine, Li Xiaomei, China, und Eri Tosaka, Japan                                                                      |
| 2014 | 25.   | WM in Taschkent                                 | bis 48 kg      | nach einer Niederlage gegen Natalja Pulkowska, Ukraine |
| 2015 | 3.    | U 23-EM in Wałbrzych (Polen)                    | bis 48 kg      | nach Sieg über Doina Roscovanu, Rumänien, Niederlage gegen Nadeschda Fedorowa, Russland, und Siegen über Patimat Bagomedowa, Aserbaidschan, und Olga Schmeider, Ukraine |
| 2015 | 17.   | I. Europaspiele in Baku                         | bis 48 kg      | nach einer Niederlage gegen Julie Sabatie, Frankreich |
| 2016 | 5.    | Olympiaqualifikationsturnier in Zrenjanin       | bis 53 kg      | Siegerin: Katarzyna Krawczyk, Polen, vor Nina Hemmer, Deutschland |
| 2016 | 5.    | Olympiaqualifikationsturnier in Istanbul        | bis 48 kg      | Siegerin: Vinesh, Indien, vor Iwona Matkowska, Polen |
| 2016 | 2.    | „Henri-Deglane“-Challenge in Paris              | bis 53 kg      | hinter Nadeschda Schuschko, Belarus |
| 2017 | 3.    | Großer Preis von Paris                          | bis 53 kg      | hinter Katarzyna Krawczyk und Samantha Stewart, Kanada |
| 2017 | 2.    | Klippan-Lady-Open                               | bis 53 kg      | hinter Haruna Okuno, Japan, vor Katarzyna Krawczyk und Stalwira Sorschusch, Russland                                                                                    |
| 2017 | 1.    | Dan Kolow & Nikola Petrow-Memorial in Russe     | bis 53 kg      | vor Jildis Eschimowa, Kasachstan, Roksana Zasina, Polen, und Nina Hemmer                                                                                                |
| 2017 | 1.    | EM in Novi Sad                                  | bis 53 kg      | nach Siegen über Julia Leorda, Moldawien, Angela Dorogan, Rumänien, und Natalja Malyschewa, Russland                                                                    |
| 2017 | 1.    | WM in Paris                                     | bis 53 kg      | nach Siegen über Julia Leorda, Maria Prevoloraki, Griechenland, Estera Dobre, Rumänien, und Mayu Mukaida, Japan                                                         |
| 2018 | 2.    | EM in Kaspijsk                                  | bis 53 kg      | nach Siegen über Aysun Erge, Türkei, und Maria Prevolaraki, Griechenland, und der Finalniederlage gegen Stalwira Sorschusch                                             |
| 2018 | 14.   | WM in Budapest                                  | bis 53 kg      | nach einem Sieg über Zeynep Yetgil, Türkei, und einer Niederlage gegen Nina Hemmer                                                                                      |
| 2019 | 3.    | EM in Bukarest                                  | bis 53 kg      | hinter Stalwira Sorschusch und Lilja Horischna |
| 2019 | 8.    | II. Europaspiele in Minsk                       | bis 53 kg      | nach einem Sieg gegen Jessica Blaszka und einer Niederlage gegen Nina Hemmer                                                                                            |
| 2019 | 10.   | WM in Astana                                    | bis 53 kg      | nach zwei Siegen und einer Niederlage gegen Pang Qianyu, China |
| 2020 | 1.    | EM in Bukarest                                  | bis 53 kg      | vor Jessica Blaszka, Annika Wendle und Stalwira Sorschusch |
| 2021 | 2.    | Internationales ukrainisches Turnier            | bis 53 kg      | Siegerin: Vinesh, vor Iryna Hussjak, Ukraine, und Andreea Ana, Rumänien                                                                                                 |
| 2021 | 2.    | Olympiaqualifikationsturnier in Budapest        | bis 53 kg      | Siege gegen Leyla Gurbanova, Aserbaidschan, und Iulia Leorda, Moldawien und Niederlage gegen Sofia Mattsson                                                             |

## Erläuterungen
- alle Wettbewerbe im freien Stil
- OS = Olympische Spiele, WM = Weltmeisterschaften, EM = Europameisterschaften